# Siphona boreata
Siphona boreata là một loài ruồi trong họ Tachinidae.